# Naberejnye Tchelny
Naberejnye Tchelny (en russe : Набережные Челны; en tatar : Яр Чаллы) est une ville industrielle de la république du Tatarstan, en Russie, et le centre administratif du raïon Toukaïevski. Sa population s'élevait à 533 907 habitants en 2019.

## Géographie
Naberejnye Tchelny est située sur la rivière Kama, à 210 km à l'est de Kazan et à 928 km à l'est de Moscou.

## Histoire
La ville a été fondée vers 1172 et a acquis le statut de ville en 1930. Elle porta le nom de Brejnev, d'après Léonid Brejnev, de 1982 à 1988.
Naberejnye Tchelny était une petite ville de province sans importance jusqu'en 1976, date de la mise en service d'une très importante usine de camions et de moteurs diesel : KamAZ, employant 52 000 travailleurs.

## Population
La population de la ville se compose de Russes (44,9 %), Tatars (47,4 %), Tchouvaches (1,9 %), Ukrainiens (1,3 %), Bachkirs (1,2 %.), etc.
Recensements (*) ou estimations de la population
| 1897* | 1926* | 1931  | 1939* | 1959*  | 1970*  |
| ----- | ----- | ----- | ----- | ------ | ------ |
| 1 000 | 3 870 | 5 000 | 9 295 | 19 103 | 37 925 |

| 1979*   | 1989*   | 2002*   | 2010*   | 2014    | 2015    |
| ------- | ------- | ------- | ------- | ------- | ------- |
| 301 381 | 500 309 | 509 870 | 513 193 | 522 048 | 524 444 |

| 2016    | 2017    | 2018    | 2019    | - | - |
| ------- | ------- | ------- | ------- | - | - |
| 526 750 | 529 797 | 532 472 | 533 907 | - | - |

## Universités
- Filiale de l'Université technique d’État Tupolev de Kazan (ru) (Казанский национальный исследовательский технический университет имени А. Н. Туполева)
- Université Vitali Timiriassov de Kazan (ru) (Казанский инновационный университет имени В.Г. Тимирясова)
- Filiale de l'Université de Kazan
- Filiale de l'Université linguistique d’État de Nijni Novgorod

## Transports
Naberejnye Tchelny est desservie par l'aéroport Begichevo (code AITA : NBC).

## Sport
La ville abrite le club de football du Kamaz Naberejnye Tchelny, qui a notamment évolué en première division russe entre 1993 et 1997.

## Personnalités liées à la ville
- Liliya Nurutdinova (1963-), athlète soviétique.
- Alekseï Kazakov (1976-), joueur russe de volley-ball.
- Gulnara Samitova (1978-), athlète russe spécialiste du 3 000 mètres steeple.
- Ilnur Zakarin (1989-), cycliste russe.
- Tatiana Gorbunova (1990-), gymnaste rythmique russe.